# الديانة البهائية في الفلبين
الديانة البهائية في الفلبين هي جماعة مثل زملائهم البهائيين الذين يعيشون في أجزاء أخرى من العالم، ينظرون إلى الديانات الرئيسية في العالم كجزء من عملية تقدمية واحدة يكشف الله من خلالها عن إرادته للبشرية. إنهم يعترفون بأن بهاء الله، مؤسس الديانة البهائية، هو الأحدث في سلسلة الرسل الإلهيين التي تضم إبراهيم، وموسى، وبوذا، وزرادشت، والمسيح، ومحمد.
وهي تتكون من فلبينيين من خلفيات عرقية ودينية مختلفة. وصلت الديانة إلى البلاد لأول مرة في عام 1921 عندما قام بهائي بزيارة الفلبين لأول مرة في ذلك العام. بحلول عام 1944، أُسست أول جمعية روحية محلية للبهائيين في البلاد في سولانو، نويفا فيزكايا.
وفي أوائل ستينيات القرن العشرين، وخلال فترة النمو المتسارع، نما المجتمع من 200 نسمة في عام 1960 إلى 1000 نسمة بحلول عام 1962 ثم إلى 2000 نسمة بحلول عام 1963. في عام 1964 أُنتخبت الجمعية الروحية الوطنية للبهائيين في الفلبين، وبحلول عام 1980 كان هناك 64000 بهائي و45 جمعية محلية.
كان البهائيون نشطين في التطورات متعددة الأديان. تقدر جمعية أرشيفات بيانات الأديان (بالاعتماد على الموسوعة المسيحية العالمية) عدد سكان البهائيين في الفلبين بنحو 272.600 نسمة.

## التاريخ المبكر
أول ذكر للفلبين في الأدب البهائي، كان في رسالة من عام 1911 كتبها عبد البهاء، نجل مؤسس الدين. وفي وقت لاحق كتب سلسلة من الرسائل، أو الألواح، إلى أتباع الدين في الولايات المتحدة في عامي 1916 و1917 يطلب من أتباع الدين السفر إلى بلدان أخرى؛ وقد جُمعت هذه الرسائل معًا في كتاب بعنوان ألواح الخطة الإلهية. كانت الألواح السابعة هي الأولى التي تذكر العديد من الدول الجزرية في المحيط الهادئ. كُتبت في 11 أبريل 1916، وتأخر عرضها في الولايات المتحدة حتى عام 1919 - بعد نهاية الحرب العالمية الأولى والإنفلونزا الإسبانية. تُرجمت اللوح السابع وتقديمه من قبل ميرزا أحمد سهراب في 4 أبريل 1919، ونشر في مجلة نجم الغرب في 12 ديسمبر 1919.
"على جماعة تتحدث لغاتهم، منفصلة، مقدسة، مقدسة، وممتلئة بمحبة الله، أن تتوجه وتسافر عبر مجموعات الجزر الثلاث الكبرى في المحيط الهادئ - بولينيزيا، وميكرونيزيا، وميلانيزيا، والجزر التابعة لهذه المجموعات، مثل غينيا الجديدة، وبورنيو، وجاوا، وسومطرة، وجزر الفلبين، وجزر سليمان، وجزر فيجي، وجزر هيبريدس الجديدة، وجزر لويالتي، وكاليدونيا الجديدة، وأرخبيل بسمارك، وسيرام، وسيليبس، والجزر الصديقة، وجزر ساموا، وجزر المجتمع، وجزر كارولين، والأرخبيل المنخفض، وجزر ماركيساس، وجزر هاواي، وجزر جيلبرت، وجزر الملوك، وجزر مارشال، وتيمور، والجزر الأخرى. بقلوب تفيض بمحبة الله، وألسنة تذكر ذكر الله، وأعين متجهة نحو ملكوت الله، يجب عليهم أن ينقلوا بشارة الظهور. "من رب الجنود إلى كل الشعب."
ميرزا حسين ر. توتي (ربما كان حرفيًا "تياتي")، وهو بهائي فارسي ومشترك في مجلة نجم الغرب، سافر إلى جزر الفلبين في عام 1921 قبل وفاة عبد البهاء، خلال الفترة الإقليمية الأمريكية. وصل توتي عبر شنغهاي، ثم فلاديفوستوك، وجاء إلى مينداناو في الفلبين، وانتهى به الأمر في سوريجاو، في يناير 1921 لفترة من الوقت. في عام 1926، تمكن كل من سيجفريد شوبفلوخر ومارثا روت، اللذان لُقِّبا فيما بعد بلقب " أيدي القضية"، من إلقاء محاضرات في مانيلا. غادر توتي الفلبين في عام 1926.
في عام 1938 أصبح فيليكس ماديلا أول بهائي فلبيني. كان أول لقاء له مع الدين البهائي في عام 1924 عندما اشترى شيئًا ملفوفًا بقطعة من صحيفة قديمة تحتوي على مقال لمارثا روت عن الدين. وبما أن عنوان المؤلف لم يظهر في المقال، فقد مر 14 عامًا أخرى قبل أن يتعرف على المزيد عن الدين. في أوائل ربيع عام ١٩٣٧، وصلت لولي ألبي ماثيوز إلى مانيلا على متن سفينة "فرانكونيا". ولأن السفينة كانت سترسو لبضع ساعات فقط، فقد تمكنت من وضع بعض الكتيبات في مكتبة كلية لرفوف الأديان المقارنة. وبعد بضعة أشهر، أثناء زيارة إلى مانيلا من سولانو، نويفا فيزكايا، عثر السيد ماديلا على الأدبيات. وقد بدأ هذا سلسلة من المراسلات مع لجنة النشر البهائية في الولايات المتحدة. مع هذا الحماس الذي أبداه ماديللا، قام على الفور بتعليم عائلته وأصدقائه. قبل وقت قصير من الحرب العالمية الثانية، بلغ عدد البهائيين في سولانو حوالي الخمسين شخصًا. عندما اندلعت الحرب توقفت كافة الاتصالات. وبعد الحرب مباشرة، أُعيد الاتصال من خلال ألفين بلوم، الذي كان مرتبطًا بالوحدة الطبية للجيش الأمريكي. أثناء توجهه إلى سولانو، التي كانت في حالة خراب، اكتشف أن عائلة ماديلا تعيش في ظروف فقيرة. من بين الخمسين بهائيًا المسجلين، قُتل أو فُقد خمسة وعشرون. وقد نجا الآخرون من خلال الاختباء في حقول الأرز لمدة ثلاث سنوات.
في 2 ديسمبر 1946، أُسست الجمعية الروحية المحلية للبهائيين في سولانو. الأعضاء والمؤسسون هم فيليكس ماديلا، وأنجوستيا ماديلا، وزكريا توتوك، وماريانو تاجوبات، ونيكانورا لورنزو، وديونيسيا فاديل، وماوريليو بويزا، وجاسينتا بيجانجاي، وأزوسينا كروز. في عام 1947، سافر السيد دومينادور أنونساسيون وشقيقه أنجيلو إلى سولانو، واستمعا إلى الإيمان وقبلاه. وعند عودتهم إلى سانتياغو، أُسس مجتمع آخر في إيزابيلا.
هازل موري، وهي أمريكية، أصبحت بهائية في الولايات المتحدة في عام 1941، وانتقلت بعد ذلك إلى الفلبين باعتبارها رائدة بهائية. عملت لمدة تزيد عن عشر سنوات كأمينة صندوق الجمعية الروحية الوطنية للبهائيين في الفلبين عندما شُكلت في وقت لاحق. كما قام آخرون بزيارة الفلبين استجابة لدعوة شوقي أفندي، رئيس الديانة البهائية آنذاك. وكان هؤلاء هم نينا نادلر، وويليام أليسون، وملكة جمال فيرجينيا بريكس، ومايكل جامير. كما زارت أغنيس بالدوين ألكسندر، وهي من أنصار القضية، الفلبين ست أو سبع مرات من عام 1958 إلى عام 1964. في عام 1956، أُسست الجمعيات الروحية المحلية في روساريو وديفون. أقيمت أول مدرسة صيفية بهائية في سولانو في عام 1958. تأسست الجمعية الروحية المحلية في مانيلا أيضًا في عام 1959.
لويزا مابا جوميز كانت أول بهائية في مانيلا. ولدت في تاليساي، نيجروس أوكسيدنتال، وكانت ابنة طبيب بارز، وتخرجت من كلية التربية بجامعة الفلبين. لقد قامت برعاية عدد لا يحصى من الطلاب لحضور المدارس الابتدائية والثانوية والكليات. بعد زيارة السيدة موري إلى الفلبين في عام 1953، وبعد حضورها جلسات القداس في منزل السيدة نينا أدلر، التي كانت تعمل آنذاك في السفارة الأمريكية، قبلت "مومسو"، كما كانت تُدعى بمودة، الإيمان.

## تطوير المجتمع

المناطق ذات المجموعات القبلية

في عام 1960، كان المجتمع البهائي في الفلبين يتألف من أربع جمعيات روحية محلية ويبلغ عدد سكانه حوالي 200 نسمة. في عام 1961، وصل يد القضية، الدكتور رحمة الله المهاجر، إلى مانيلا في أولى زياراته العديدة. وقد تمكن عدد قليل من المؤمنين في سولانو وسانتياغو ومانيلا من التغلب على الخجل الطبيعي والوصول إلى الجماهير في هذه المقاطعات.
وكان بيل أليسون، وجاك ديفيس، وفيفيان بايونا، وجريس ماديلا، وفيليب فلوريس، وبالتازار ماريانو، ولين سكوت، وفيك سامانيغو، وفريدي سانتياغو من بين أولئك الذين ساعدوا الآخرين في عملية الدخول إلى الإيمان. تدريجيًا، شجع الدكتور مهاجر الجميع على التوسع خارج إيزابيلا ونويبا فيزكايا إلى مقاطعات أخرى. بحلول عام 1962 كانت هناك تقارير عن تحولات جماعية مع 24 جمعية روحية محلية و1000 متحول.
بحلول عام 1963، كان هناك 2000 بهائي، وكان هناك العديد من القبائل المحددة المعروفة بمتحوليها - إيفوغاو، إيغوروت، إيلوكانو، إيلونغوت، كالينجا، نيغريتو، بانجاسينان، وتاغالوغ. وكانت هناك قرى كان جميع سكانها من البهائيين. قام الدكتور مهاجر، برفقة السيدة فيفيان بايونا، بتقديم الدين لقبيلة بيلان في مينداناو. داتو إيلوي إيبا، زعيم القبيلة، قبل الإيمان.
في عام 1964، أُنتخبت الجمعية الروحية الوطنية لأول مرة. وكان الأعضاء هم فيسنتي سامانييغو، وبابلو ميركادو، وجاك ديفيس، ونيفا دولاي، ولويزا مابا غوميز، ودومينادور أنونساسيون، وروث والبريدج، وثيو بوهنرت، وأورفا دوجيرتي. وفي ذلك العام، زار الدكتور مهاجر جزيرة ميندورو وسار لمدة ثماني ساعات عبر التضاريس الجبلية للوصول إلى قبائل مانجيان. وقد قُبل الدين فورًا. وبدأ أحد المعلنين الجدد، روجيليو أونيللا، في استخدام غرفة في منزله لتدريس دروس محو الأمية لأبناء القبيلة. تطورت هذه الفئة الصغيرة إلى "مدرسة روجيليو أونيللا التذكارية" وكانت بمثابة نواة لأربع مدارس تعليمية بين القبائل.
بحلول عام 1980 كان هناك 45 جمعية روحية محلية و64000 من أتباعها. خلال هذه الفترة، كان رحمة الله المهاجر هو اليد الوحيدة للقضية التي زارت المناطق الداخلية من البلاد، على الرغم من أن أغنيس بالدوين ألكسندر وكوليس فيذرستون زارا البلاد أيضًا. كان هذا النمو واسع النطاق صحيحًا بشكل عام في جميع أنحاء جنوب شرق آسيا في الخمسينيات والستينيات.
في أواخر يوليو 1972 قُتل ثلاثة طلاب بهائيين إيرانيين في جامعة ولاية مينداناو. قُتل برويز صادقي، وفرامرز فوجداني، وبرويز فوروغي أثناء سفرهم في المناطق الريفية المسلمة في مينداناو. بعد استعادة جثثهم المشوهة من قبر ضحل، عُقد اجتماع وموكب جنازة حضره الآلاف من الأشخاص بما في ذلك زملاء الطلاب وأعضاء هيئة التدريس ومسؤولي الجامعة.

## المجتمع الحديث
منذ نشأتها، كان للدين دور في التنمية الاجتماعية والاقتصادية بدءًا من منح المزيد من الحرية للنساء، وترويج تعليم الإناث باعتباره أولوية، وقد عُبر عن هذه المشاركة عمليًا من خلال إنشاء المدارس والتعاونيات الزراعية والعيادات. ودخل الدين مرحلة جديدة من النشاط عندما صدرت رسالة بيت العدل الأعظم بتاريخ 20 أكتوبر 1983.
وحث البهائيين على البحث عن طرق متوافقة مع التعاليم البهائية، والتي يمكنهم من خلالها المشاركة في التنمية الاجتماعية والاقتصادية للمجتمعات التي يعيشون فيها. في عام 1979، كان هناك 129 مشروعًا بهائيًا للتنمية الاجتماعية والاقتصادية معترفًا بها رسميًا في جميع أنحاء العالم. وبحلول عام 1987، ارتفع عدد مشاريع التنمية المعترف بها رسميا إلى 1482 مشروعا. كان المجتمع البهائي في الفلبين نشطًا في البلاد في العديد من المجالات المختلفة.
طُور منهج تعليم القيم للمدارس الثانوية العامة في الفلبين في البداية من قبل فريق من المعلمين البهائيين، ثم أُكمل كأطروحة دكتوراه. كان من المقرر تقديم المنهج الدراسي إلى وزارة التعليم والثقافة والرياضة في الحكومة الفلبينية لاستخدامه في "تعليم القيم"، وهو موضوع يُدرَّس في المدارس الثانوية العامة الفلبينية. كما أُطلقت محطة إذاعية بهائية AM رسميًا في الفلبين في 29 نوفمبر 2002 في مقاطعة نويفا إيسيجا المسجلة كمحطة DZDF. أقيم مهرجان الفنون الوطنية البهائية في الفترة من 26 إلى 29 ديسمبر 2004 في باجيو مع البهائيين من 20 منطقة.
وعلى الصعيد الدولي، شاركت الجمعية الروحية الوطنية للبهائيين في الفلبين في مؤتمر التعاون بين الأديان من أجل السلام الذي استضافته وزارة الخارجية الفلبينية في عام 2005 في نيويورك والذي حضره رئيس لجنة المنظمات غير الحكومية الدينية في الأمم المتحدة. استضاف المجتمع الفلبيني مؤتمراً إقليمياً للبهائيين بلغ عددهم أكثر من 1000 شخص - وانضم إلى ما يقرب من 700 شخص من الفلبين نفسها بهائيون من اليابان وهونج كونج وتايوان وماكاو وجزر كارولين وجزر ماريانا وجزر مارشال.

### التركيبة السكانية
ذكر تعداد عام 2000 أن حوالي 2%، أو حوالي 1.53 مليون شخص، صُنفوا على أنهم "آخرون" في المجال الديني (مجتمعات دينية غير مسيحية، وغير مسلمة، وبوذية ضئيلة). تقدر جمعية أرشيفات بيانات الأديان (بالاعتماد على الموسوعة المسيحية العالمية) عدد سكان البهائيين في الفلبين بحوالي 272600.

## روابط خارجية
- الموقع الرسمي للجمعية الروحية الوطنية للبهائيين في الفلبين
- ورشة عمل رقص الشباب البهائيين الفلبينيين

قالب:Religion in the Philippines